# Warta
A Warta (németül Warthe) folyó Lengyelországban, az Odera jobb oldali mellékfolyója. Hossza 808 km, ebből kb. 400 km hajózható. Vízgyűjtő területe 54 529 km². 
Felső-Sziléziában, a Krakkó–Częstochowai-hátságon ered Zawiercie város közelében, majd keresztülfolyik a Lengyel-alföldön, és Kostrzyn nad Odrąnál ömlik az Oderába. Gorzów Wielkopolski és Bydgoszcz között össze van kötve a  Visztulával. 
Fontosabb városok a Warta mentén: Częstochowa, Poznań,  Gorzów Wielkopolski,  Kostrzyn nad Odrą.
Mellékfolyói a Noteć, Prosna és a Widawka.
2001-ben a Warta torkolatát nemzeti parkká alakították.